# Tradescantia bracteata
Tradescantia bracteata là một loài thực vật có hoa trong họ Commelinaceae. Loài này được Small ex Britton miêu tả khoa học đầu tiên năm 1898.